# Nobeoka
Nobeoka (延岡市, Nobeoka-shi) est une ville située dans la préfecture de Miyazaki, sur l'île de Kyūshū, au Japon.

## Géographie

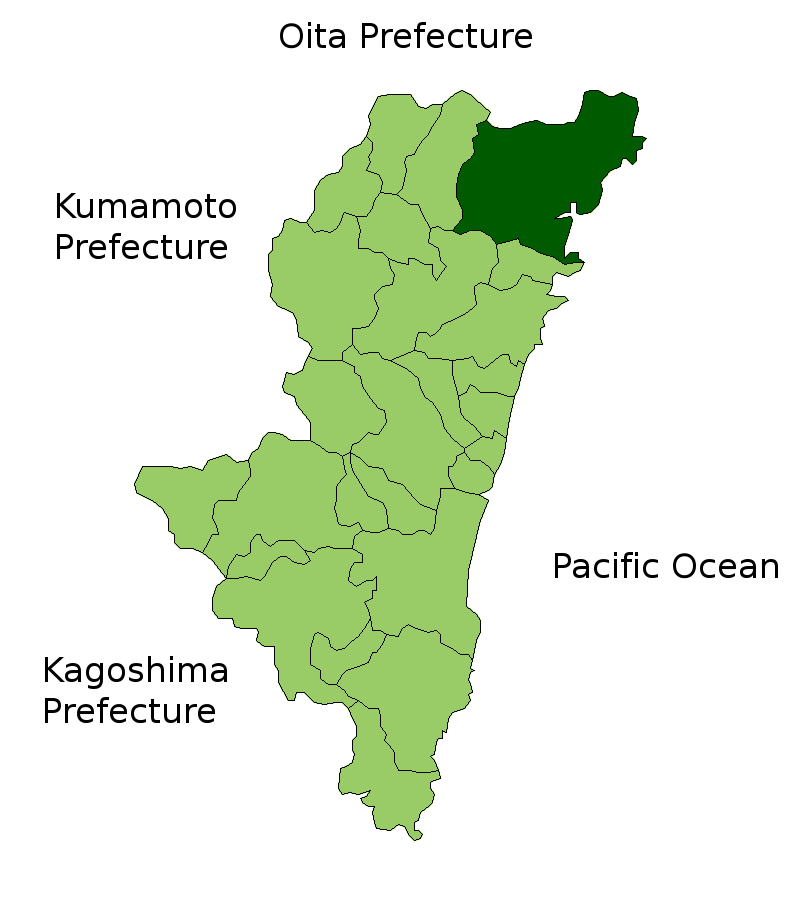
Nobeoka dans la préfecture de Miyazaki.

### Situation
Nobeoka est située dans le nord-est de la préfecture de Miyazaki, au bord de l'océan Pacifique.

### Municipalités limitrophes
| Hinokage | Saiki    | Saiki           |
| Hinokage | Nobeoka  | océan Pacifique |
| Misato   | Kadogawa | océan Pacifique |

### Démographie
Le 1er novembre 2007, Nobeoka comptait 129 887 habitants, répartis sur une superficie de 867,99 km2 (densité de population de 150 hab./km2). En mai 2022, la population était estimée à 115 583 habitants.

### Climat
Le temps à Nobeoka est chaud et humide en été (plus de 30 °C) et un peu froid en hiver avec des températures proches de 0 °C. La neige tombe parfois pendant les mois d'hiver.

## Histoire
La ville moderne de Nobeoka a été fondée le 11 février 1933. Elle a été durement touchée par les bombardements stratégiques sur le Japon, pendant la Seconde Guerre mondiale, notamment dans la nuit du 28 au 29 juin 1945 où plus d'un tiers de la ville a été détruit.

## Culture locale et patrimoine
- Ruines du château de Nobeoka.

## Économie
L'économie de Nobeoka dépend fortement de la compagnie Asahi Kasei, un producteur de fibres industrielles synthétiques.
La ville est réputée dans la région pour sa production d'ayu, une espèce de poissons, présent dans les rivières, les lacs, et les eaux côtières.
Il y a peu de temps, une nouvelle variété d'oignon a été développée dans la région. Il peut être récolté très tôt dans l'année, en février, grâce au climat doux en hiver de Nobeoka.

## Transports
La ville est desservie par la ligne principale Nippō de la JR Kyushu. La gare de Nobeoka est la principale gare de la ville.